# پیاده‌روی روی ماه
پیاده‌روی روی ماه (به انگلیسی: A Walk on the Moon) فیلمی محصول سال ۱۹۹۹ و به کارگردانی تونی گلدوین است. در این فیلم بازیگرانی همچون داین لین، ویگو مورتنسن، لیو شرایبر، آنا پاکوین، توا فلدشو، جولی کاونر و لیسا ژاکوب ایفای نقش کرده‌اند.